# Material rulant al CFR Călători
Materialul rulant al CFR Călători este constituit din totalitatea locomotivelor, ramelor electrice, automotoarelor și vagoanelor folosite pentru transportul de călători pe calea ferată.

## Locomotive și automotoare
CFR Călători folosește o serie de locomotive electrice (numite EA), diesel-electrice (EGM/GM), diesel-hidraulice (LDH) și diesel (DA). Acestea sunt asemănătoare cu cele folosite de CFR Marfă, ele fiind împărțite în urma divizării CFR. Societatea Feroviară de Transport folosește locomotive cu aburi (cu ecartament standard și îngust) și locomotive diesel-mecanice.
Fiecare dintre cele patru diviziuni CFR are parcul său de locomotive și în general își folosește numai locomotivele proprii. De exemplu o locomotivă CFR Marfă nu este în general folosită să tragă un tren CFR Călători. În practică această convenție nu este întotdeauna respectată și companiile își închiriază frecvent una alteia locomotivele prin înțelegeri neoficiale. Chiar și parcul de locomotive aparținând companiilor private de căi ferate sunt folosite câteodată de către diviziunile CFR, în general în cazul urgențelor.

### Locomotive electrice
Majoritatea locomotivelor electrice folosite de CFR sunt construite de Electroputere Craiova (aceste locomotive sunt cunoscute ca tip 060-EA) și de Končar Zagreb (tip 040-EC). Toate au fost construite pentru ecartamentul standard de 1435 mm și sunt alimentate prin catenară la curent alternativ cu tensiunea de 25 kV și frecvența de 50 Hz. Toate trenurile au încălzire electrică. CFR are în parcul său 1.066 de locomotive electrice, dintre care 933 au fost construite de Electroputere și 133 de Končar. Locomotivele vechi sunt vopsite, majoritatea, gri, pe când cele care au fost modernizate (după 1999) sunt vopsite într-o schemă roșu sau vișiniu cu alb, roșu reprezentând locomotivele electrice. 

### Locomotive diesel
Locomotivele diesel ale CFR sunt construite de Electroputere Craiova (clasele 60-68 LDE) și de Faur București (clasele 69-95 LDE+LDH). Locomotivele construite de Electroputere Craiova au la bază 6 locomotive produse de un consorțiu format din Sulzer Winterthur, BBC Baden și SLM Winterthur. Au fost construite în total aproximativ 2400 de bucăți, cu motor produs sub licență Sulzer de către U.C.M. Reșița.
În prezent sunt în serviciu următoarele clase:

### Automotoare diesel
CFR Călători folosește automotoare diesel în general pentru servicii pe linii scurte sau puțin folosite. Excepția principală este introducerea în 2003 a automotorului Siemens Desiro care este folosit și pentru servicii pe distanțe mai lungi (trenuri regio și interregio), sub numele comercial Săgeata Albastră. În urma împărțirii CFR în mai multe societăți, unele automotoare au intrat în administrarea CFR Infrastructură.

### Rame electrice
În 2006 CFR a achiziționat mai multe rame electrice de la SNCF, tip Z6100 și Z6300, și de la CFL, tip 250 și 260, care au fost supuse unor modernizări și modificări la Remarul 16 Februarie și sunt folosite pentru trenuri Regio. Ele au intrat deja în serviciu, fiind înmatriculate în clasa 58, asigurând serviciul pe rute precum Cluj-Napoca - Bistrița, Teiuș - Brașov, Brașov - Sf. Gheorghe, Suceava - Cacica, Galați - Mărășești. În 2020, aceste automotoare au fost retrase din circulație. Ultimul folosit a fost 58-1007-2 (Z6316).
O ramă de șase vagoane construită de Electroputere a fost în faza de prototip din 1990, dar nu a intrat în serviciu deoarece a avut probleme cu frânele și motorul în timpul testării inițiale. 
| Nume | Constructor             | Specificații și note | Viteză maximă | Anii construcției | Imagine |
| ---- | ----------------------- | --- | ------------- | ----------------- | ------- |
| 58   | Alstom, Carel și Fouché | 615 kW (825 CP) putere. Automotor din inox folosit pentru trenurile de periferie de SNCF (versiunea cu 3 vagoane) și CFL (versiunea cu două vagoane), transformate și modernizate de Remarul 16 Februarie Cluj pentru a funcționa ca trenuri regio. | 120 km/h      | 1965-1970         |         |

## Vagoane

### Vagoane de călători

#### Clase
În trecut au existat 4 clase la vagoane. La începutul secolului al XX-lea au fost desființate vagoanele de clasa a IV-a, cu confort foarte redus.
Vagoanele de clasa a III-a au fost desființate prin reforma internațională a UIC (Union internationale des chemins de fer) din 1956, concretizată în România prin ordinul Ministerului Căilor Ferate nr.152 din 27.IV.1956. Din 1956 până în prezent există numai 2 clase (I și II). În perioada 2017-2022, după numeroase modernizări și investiții, parcul rulant s-a modernizat, trenurile fiind în principal compuse din următoarele tipuri de vagoane:

#### Vagoane clasa I
- 10-31 (Electroputere VFU Pașcani)
- 10-56, 19-56 (Atelierele CFR Grivița)
- 10-70, 10-90, 10-91 (Astra Vagoane Călători)
- 11-31 (Atelierele CFR Grivița)
- 19-70 (Atelierele CFR Grivița)
- 19-76 (Alstom, Atelierele CFR Grivița)
- 19-76.900 (Atelierele CFR Grivița)
- 19-83 (Atelierele CFR Grivița)
- 19-87 (Atelierele CFR Grivița)
- 30-76 (Deutsche Bahn, Atelierele CFR Grivița)

#### Vagoane clasa a II-a
- 20-31 (Remarul 16 Februarie)
- 20-49.0, 20-49.1, 20-49.2, 84-49 (Remarul 16 Februarie)
- 20-54, 20-55 (Astra Vagoane Călători, Atelierele CFR Grivița)
- 20-68 (Electroputere VFU Pașcani)
- 20-76 (Alstom, Atelierele CFR Grivița)
- 20-83 (Atelierele CFR Grivița)
- 20-87, 21-87, 89-87 (Astra Vagoane Călători)
- 21-31 (Atelierele CFR Grivița)
- 21-70 (Atelierele CFR Grivița)
- 21-76, 21-86 (Astra Vagoane Călători)
- 21-76.900 (Atelierele CFR Grivița)
- 21-90 (Astra Vagoane Călători)
- 21-91 (Astra Vagoane Călători, Atelierele CFR Grivița)
- 22-76, 22-96, 83-76, 84-96 (Deutsche Bahn, Atelierele CFR Grivița)

#### Vagoane etajate
- 26-16, 36-16, 84-16 (Electroputere VFU Pașcani)
- Rame TE, compuse dintr-un vagon 16-05, și 3 vagoane 26-05 (Electroputere VFU Pașcani)

#### Vagoane restaurant și bar
În 2023, CFR Călători nu operează niciun vagon bar-bistro (restaurant), însă există vagoane de clasa a II-a cu secțiune "Bar", care apar frecvent în compunerile trenurilor IC (531/532, 536/538, 551/552, 581/582) sau a trenurilor cu parcurs foarte lung (ex. 1741/1742 sau trenuri sezoniere ex. 1941/1942).
- 89-87 (Astra Vagoane Călători)
- 88-96 (Atelierele CFR Grivița)
- 89-76 (Atelierele CFR Grivița)

#### Vagoane cușetă
- 40-31 (Atelierele CFR Grivița)
- 40-70 (Atelierele CFR Grivița)
- 44-31 (Atelierele CFR Grivița)

#### Vagoane de dormit
- 70-91 (Astra Vagoane Călători)
- 71-31 (Deutsche Bahn, Atelierele CFR Grivița)
- 71-70 (Atelierele CFR Grivița)

Modernizarea vagoanelor